# Gonzalo Navaza
Gonzalo Ramón Navaza Blanco, nascido em Lalín, Galiza em 28 de Fevereiro de 1957, é um escritor, tradutor, estudioso de Toponímia, ator de teatro e professor galego títular de literatura na Universidade de Vigo. Atualmente vive na paróquia de Peitieiros, Gondomar.

## Trajetória
O último de onze filhos, em 1983 teve que fazer o Serviço militar, tendo como destinos Figueres e Berga (em Catalunha), morando conseguindo ser considerado inútil ("psiconeurótico obsesivo") intencionadamente.
Como escritor tem cultivado diversos gêneros. Dirigiu a elaboração dos dicionários de Língua galega pela Edicións Xerais de Galicia no ano de 1988, chegando a criar o mais vendido da história do galego, O pequeno Xerais.
O seu trabalho de investigador da Toponímia calhou na Fitotoponímia galega, um volumoso volume editado pela Fundación Pedro Barrié de la Maza onde analisa os toponímos do sudeste galego provenientes de nomes de plantas. Neste campo de trabalho também desenvolve a sua atividade na Asociación Galega de Onomástica (AGOn, onde já colaborou na organização de dois congressos internacionais) e na Comisión de Toponimia, encarregada oficialmente pela Xunta de Galicia de fixar as foras de escritas dos toponímos da Galiza. Como docente, aplicou cursos de galego para emigrantes em Brasilea e de língua e Literatura galega em Salvador, na Universidade Federal da Bahia no Brasil, e na atualidade é professor na Faculdade de Filologia e Tradução da Universidade de Vigo.
Em 1997 teve um grave acidente automobilístico que o fez estar um mês em coma e, posteriormente, sete meses hospitalizado em cama. Com o trauma do acidente e ainda fresco as lembranças do acidente, Gonzalo Navana recebeu numerosos prêmios.
No ano de 2012 incorporou-se à Real Academia Galega como acadêmico correspondente.

## Obras

### Poesia
- 1991: Fábrica íntima, Galaxia.
- 1992: A torre da derrotA, Edicións Xerais de Galicia (poemario em versos palíndromos).
- 2000: Libra, Galaxia.

### Narrativas
- 1996: Erros e Tánatos, Edicións Xerais de Galicia.
- 1999: Elucidario, Edicións Xerais de Galicia.
- 2001: Santos e defuntos, Edicións Xerais de Galicia.

### Ensaios
- 2000: Reboreda: os camiños da identidade, Sociedade Cultural de Reboreda.
- 2006: Fitotoponimia galega, Fundación Barrié.
- 2007: Toponimia de Catoira, Concello de Catoira.

### Traduções
- 1982: A chamada da selva de Jack London, Edicións Xerais de Galicia.
- 1986: Robinson Crusoe, de Daniel Defoe, Edicións Xerais de Galicia.
- 1989: Mitos da antiga Grecia, de Robert Graves, Edicións Xerais de Galicia.
- 1991: As cousas (unha historia dos anos sesenta), de Georges Perec, Edicións do Cumio.
- 2008: As flores do mal, de Charles Baudelaire, Edicións Xerais de Galicia.

### Edições
- 1990: Longa noite de pedra, de Celso Emilio Ferreiro, Edicións Xerais de Galicia.
- 2012: Dun tempo e dunha terra, de Celso Emilio Ferreiro, Tambre.

### Obras coletivas
- 1985:Sherlock Holmes, detective, de Arthur Conan Doyle, Edicións Xerais de Galicia. Tradución e edición con Francisco Bedoya.
- Diccionario Xerais da lingua, Edicións Xerais de Galicia.
- Pequeno diccionario Xerais da lingua, Edicións Xerais de Galicia.
- 1987:O can dos Baskerville, de Arthur Conan Doyle, Edicións Xerais de Galicia. Tradución con Marisa Méndez Anta.
- 1990:Diccionario Xerais castelán-galego de usos, frases e sinónimos, Edicións Xerais de Galicia.
- 1995: Diccionario Xerais de sinónimos, termos afíns e contrarios, Edicións Xerais de Galicia.
- 1996: Unha liña no ceo (58 narradores galegos 1979-1996), Edicións Xerais de Galicia.
- 1996: Xesús Ferro Couselo: a cultura dos devanceiros, Edicións Xerais de Galicia. Con Xosé Ramón Pena.
- 2003: Intifada. Ofrenda dos poetas galegos a Palestina, Fundación Araguaney.
- 2003: Narradio: 56 historias no ar, Edicións Xerais de Galicia.
- 2003: Negra sombra. Intervención poética contra a marea negra, Espiral Maior.
- 2006: Poetas e Narradores nas súas voces. Volume 2, Consello da Cultura Galega.
- 2007: Actas do I Congreso Internacional de Onomástica Galega "Frei Martín Sarmiento": Santiago de Compostela, 2, 3, e 4 de setembro de 2002, Asociación Galega de Onomástica.
- 2008: Dix-sept poètes galiciens 1975-2000 = Dezasete poetas galegos 1975-2000, Universidade da Coruña.

## Prêmios
- 1991: Prêmio Eusebio Lorenzo Baleirón, por Fábrica íntima.
- 1991: Premio da Crítica Española, por Fábrica íntima.
- 1998: Prêmio Arcebispo San Clemente na categoría de novela en língua galega, polo seu libro Erros e Tánatos, no mesmo ano en que o Nobel de Literatura portugués José Saramago gañou o premio na categoría de literatura estranxeira.
- 2000: Premio Martín Codax, por Libra.
- 2000: Premio da Crítica Española, por Libra.
- 2012: Prêmio da Irmandade do Libro.